# Anella de les Gavarres

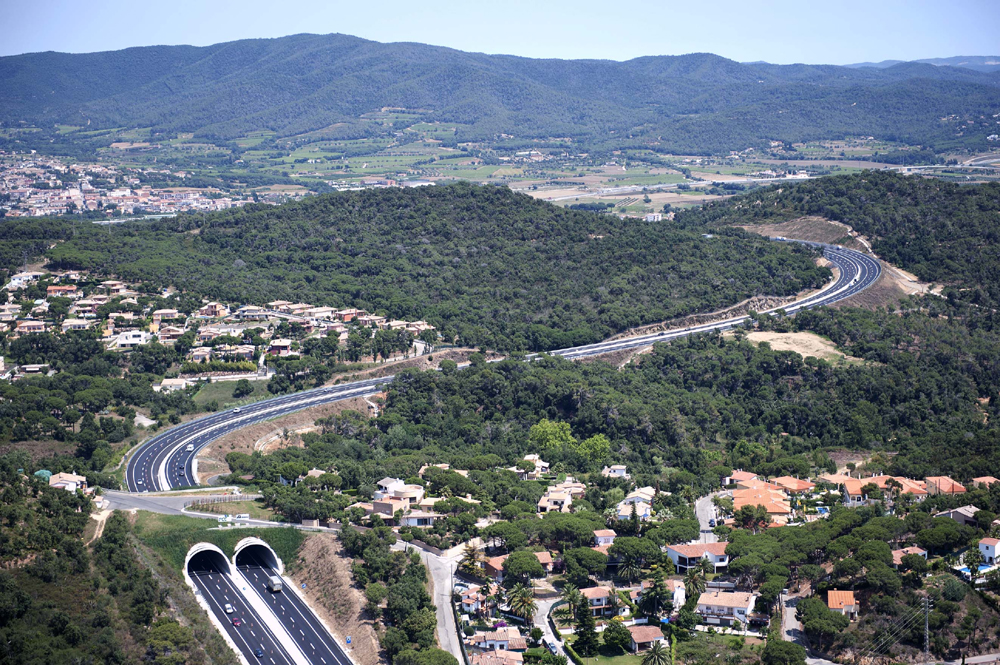
Visió aèria del desdoblament ja finalitzat de la C-31

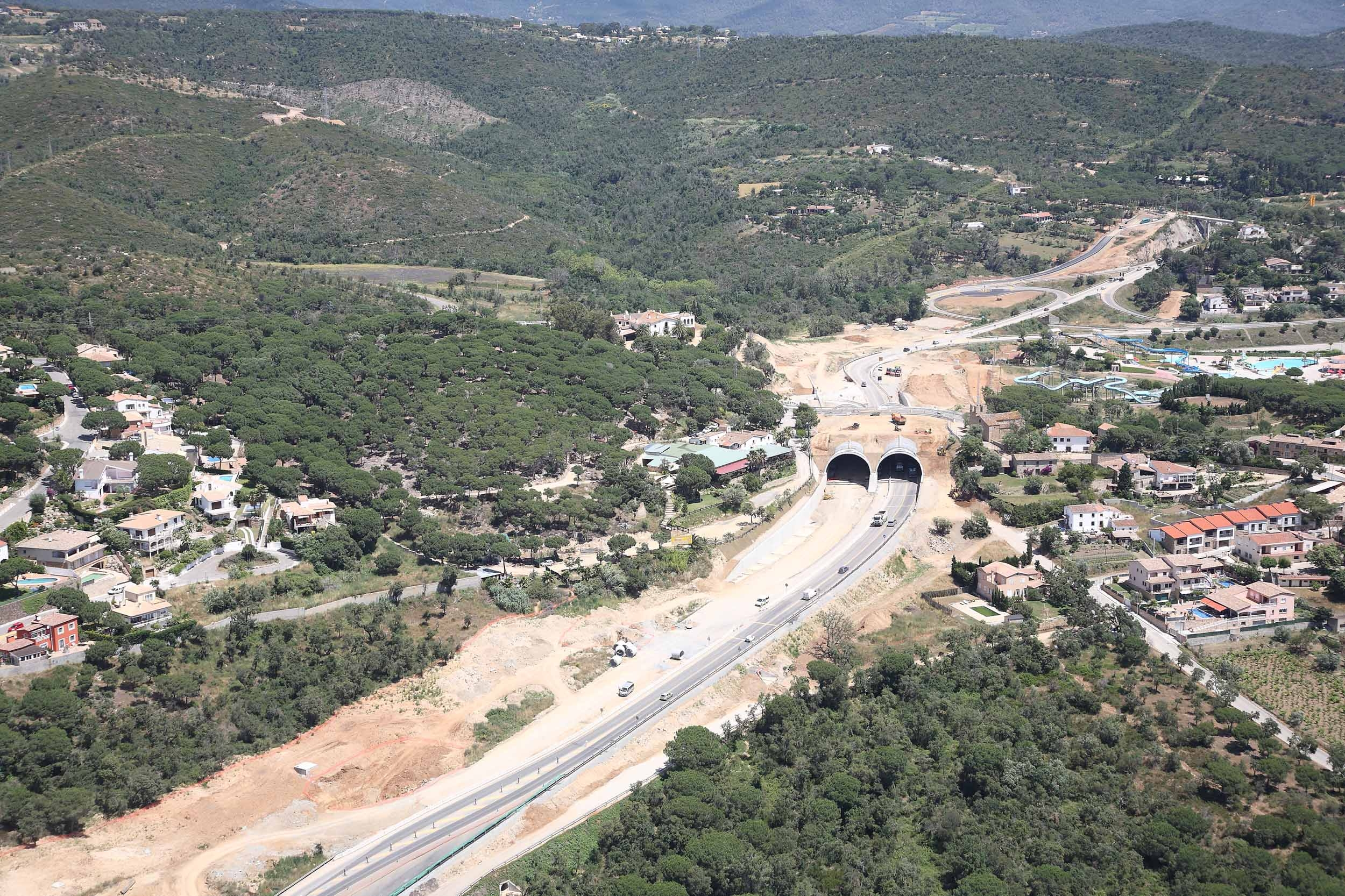
Vista de les obres de la C-31 al seu pas per Platja d'Aro

L'anella de les Gavarres és un projecte endegat per la Generalitat de Catalunya que té la intenció de crear una gran autovia que vagi de la sortida de Maçanet de la Selva (l'autopista   AP-7   E-15 ) fins a Girona passant per les localitats de la Costa Brava.
L'Anella inclou el desdoblament de les carreteres   C-35  des de Maçanet de la Selva,   C-65 ,   C-31  i   C-66  fins a Girona.

## Trams

### Trams construïts
- Tram Maçanet de la Selva - Platja d'Aro[1]
- Tram Palamós - Palafrugell
- Tram Platja d'Aro - Palamós[2][3]

### Trams per construir o en estudi
- Tram Palafrugell - Corçà
- Tram Variant de la Bisbal d'Empordà
- Tram Corçà - Flaçà
  - De 5,5 quilòmetres, s'aprofitarà la carretera actual per dur a terme el desdoblament, excepte al seu pas pel terme municipal de la Pera. En aquest tram, de dos quilòmetres, s'estudiaran dues alternatives i se seleccionarà com a més òptima l'alternativa que eviti l'afectació en una gasolinera.
- Tram Flaçà - Medinyà
  - De 8,3 quilòmetres, els estudis analitzen dues alternatives. Per al tram entre Flaçà i Celrà, proposaran el mateix corredor de pas, incloent-hi la formació d'una variant a Bordils.

A partir de Celrà, les alternatives plantegen dos traçats molt diferenciats:
Opció 1 Una alternativa considera el corredor de pas de l'actual   C-66  per dur a terme el desdoblament, passant pel Congost, que finalitza a Campdorà.
Opció 2 L'altra opció deixa el corredor de l'actual   C-66  i es desplaça cap al nord per travessar el riu Ter a prop de Medinyà i enllaçar amb la futura autovia   A-2 . Aquesta és l'alternativa considerada com a més òptima ja que suposa un impacte ambiental menor, ja que no afecta l'entorn del riu Ter. Com a estructures, el projecte inclou la construcció d'un pont de 800 metres de longitud sobre la llera del Ter. L'enllaç amb l'  A-2  inclou un viaducte, de 185 metres, sobre l'autovia i l'  AP-7   E-15 .